# ARKive – Veszélyeztetett fajok

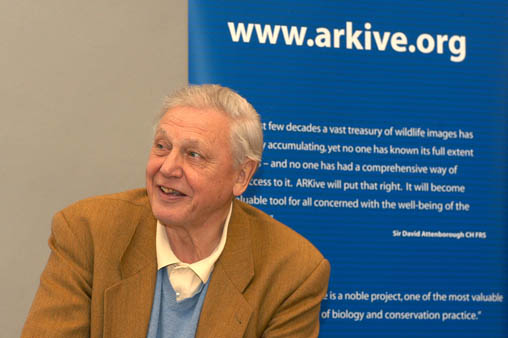
Sir David Attenborough az ARKive elindításánál

Az ARKive fajmegőrző és természetvédő programját 2003 májusában indította el az Egyesült Királyság egyik alapítványa, amely a veszélyeztetett állat- és növényfajok megmentésére alakult. A program neve egyszerre utal az „archív” szóra (angolul „archive”) és Noé bárkájára (angolul „ark”). Az internetes oldal kereteiben láthatjuk azokat a fajokat, melyeket a projekt teljes mértékben támogat. A folyamatosan bővülő lista egészét megtalálhatjuk az ARKive weboldalán. Mára már 5000-nél is több fajt, ezek között körülbelül 1000 emlőst, 1500 madarat, 400 hüllőt, 600 kétéltűt, 400 halat, 700 szárazföldi és tengeri gerinctelent, 1000 növényt, valamint 100 gombát találhatunk az oldalon. Ezen fajok listája azonban folyamatosan bővül, így hetente ez a szám körülbelül 10-20 fajjal több lesz. A weboldalt többször is átdolgozták, pontosították, szépítették és frissítették. A lista tartalmaz sérülékeny, fenyegetett, veszélyeztetett, fokozottan veszélyeztetett és kihalt fajokat, melyek még napjainkban pusztultak ki. Az ARKive reményei szerint sikerül visszaállítani a Föld természetes flóráját és faunáját és abban bízik, hogy az emberek rádöbbennek tevékenységük súlyosságára és végre visszaállhat bolygónk természetes ökoszisztémája.

## Története
Az ARKive program azután indult el, miután az IUCN természetvédő alapítványa elkezdte fokozni munkája menetét és sebességét. 2003 májusa elején megindult az ARKive projekt is. Eleinte viszonylag kevés faj megmentésére összpontosítottak, majd az évek múlásával egyre több állat és növény került a védelmi listájukra. Több közismert és erősen veszélyeztetett állatot csak jóval az indulásuk után tudtak betenni az alapítványba, mert ekkor még nagyon kevés dolgozójuk és támogatójuk volt. Később egyre többen  regisztráltak föl az oldalra és munkatársaik száma is megfelelő mennyiségű lett. Becsatlakozott a programba David Attenborough, aki Anglia egyik legismertebb természetfilmese. Nem sokkal ezután ő lett az ARKive mintaképe, ugyanis nagyban járult hozzá a weboldal fejlődéséhez. Az ARKive alapítványa még ma is folyamatosan üzemel és az IUCN vörös listájával ellentétben az oldal képekkel és videókkal ismerteti meg az élőlényeket és igyekszik minél jobban megszerettetni őket az emberekkel. Természetvédő programjuk mára az egyik legismertebb fajmegőrző internetes oldal és projekt egyben az egész világon és azt tervezik, hogy munkájuk a jövőben sem fog megállni.

## Fordítás
- Ez a szócikk részben vagy egészben az ARKive című angol Wikipédia-szócikk fordításán alapul.  Az eredeti cikk szerkesztőit annak laptörténete sorolja fel. Ez a jelzés csupán a megfogalmazás eredetét és a szerzői jogokat jelzi, nem szolgál a cikkben szereplő információk forrásmegjelöléseként.